# Gnopharmia horhammeri
Gnopharmia horhammeri är en fjärilsart som beskrevs av Brandt 1938. Gnopharmia horhammeri ingår i släktet Gnopharmia och familjen mätare. Inga underarter finns listade i Catalogue of Life.